# Isotoma pusilla
Isotoma pusilla är en klockväxtart som beskrevs av George Bentham. Isotoma pusilla ingår i släktet Isotoma och familjen klockväxter. Inga underarter finns listade i Catalogue of Life.